# Das Kaffeehaus oder die Schottländerin

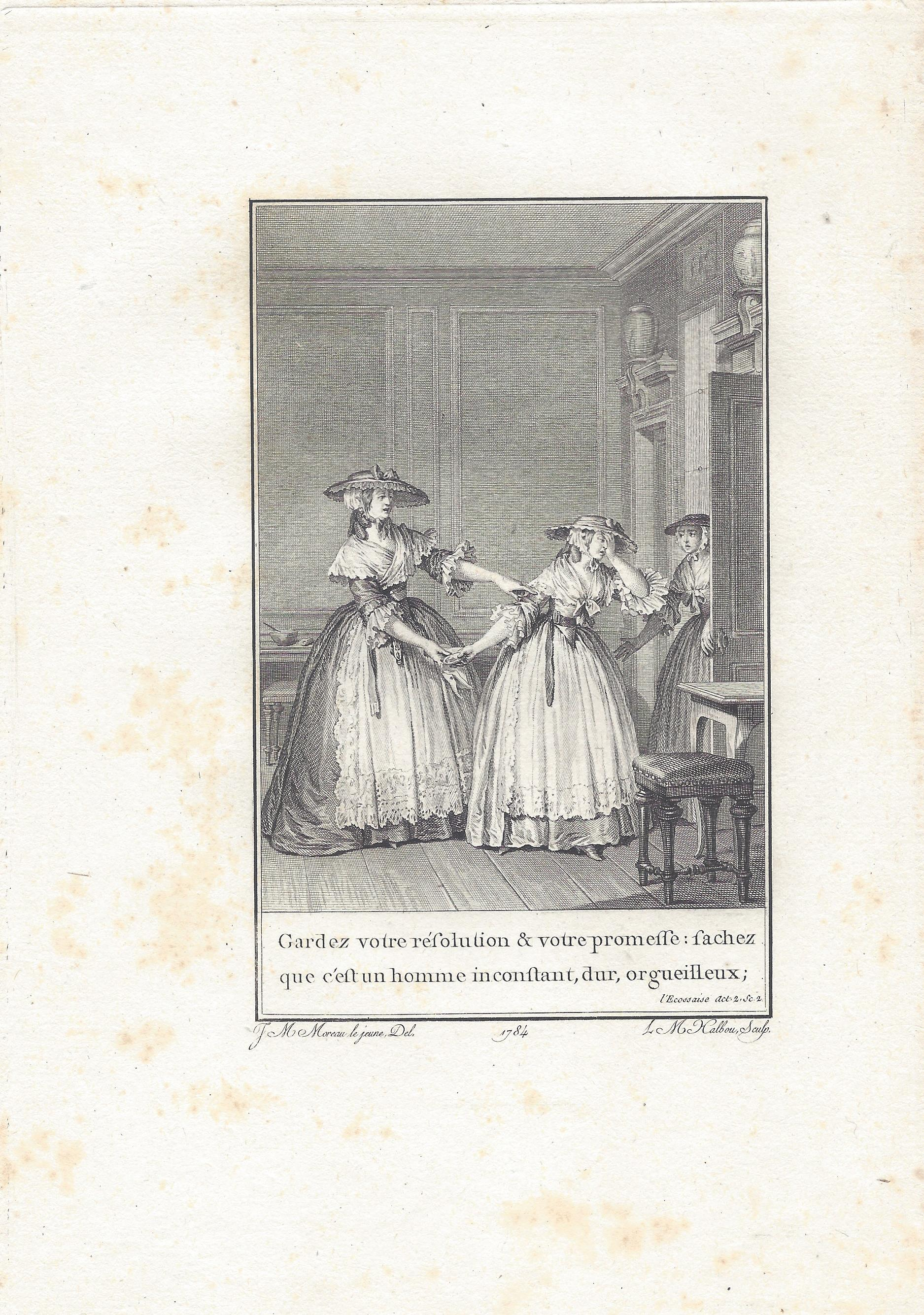
Jean-Michel Moreau: Illustration zu Le Café ou l’Écossaise, 1784

Das Kaffeehaus oder die Schottländerin (französisch Le Café ou l’Écossaise oder L’Écossaise) ist eine 1760 entstandene Komödie in fünf Akten und in Prosa von Voltaire. Die Comédie attendrissante mit satirischen Einlagen wurde am 26. Juli 1760 in Paris uraufgeführt und zuvor in Buchform veröffentlicht.

## Handlung
Akt 1
Die Handlung spielt in einem Café und im Appartement der Lindane in London. Der im Kaffeehaus herumlungernde Schreiberling Frélon verfasst gegen Bezahlung Dedikationen, Pamphlete und Spitzelberichte. Er liebt hübsche Frauen. Der Schotte Lord Monrose steigt in dem Hause ab. In Schottland zum Tode verurteilt und geächtet, hat er seine Ehre und fast seine ganze Familie verloren; nur eine Tochter ist ihm geblieben. Er sieht sich als ein Schatten, der um sein Grab irrt. Fabrice, der Besitzer des Cafés und der zugehörigen Appartements, befürchtet, dass der triste Gast sich in seinem Haus umbringt. Frélon macht sich unterdessen an Polly heran, die Zofe Lindanes, der Tochter Monroses. Lindane wartet seit zwei Tagen vergeblich auf Lord Murray, dessen Vater ihrer Familie all das Unglück bereitet hat.
Akt 2
Lady Alton, besorgt, dass die schöne Schottin ihr den Geliebten nehme, taucht im Café auf und warnt Lindane vor dem unsteten Murray, der der schlechteste Charakter sei. Sie zeigt ihr Briefe, die er ihr geschrieben und ein Porträt, das er ihr gegeben habe. Fabrice schildert dem reichen Londoner Großhändler Freeport Lindane als schön, arm und tugendhaft, woraufhin dieser forsch in ihr Appartement eindringt – sie nimmt das von ihm angebotene Geld nicht an. Nach seinem Weggang erleidet sie einen Ohnmachtsanfall. Fabrice setzt unterdessen Monrose in Kenntnis, dass Lindane Schottin ist.
Akt 3
Lady Alton fängt einen Brief Monroses an Lindane ab und schließt aus dem Inhalt, dass Monrose Liebhaber der Schottin ist. Freeport teilt dem schottischen Lord mit, dass er in Schottland zum Tode verurteilt wurde – der zieht den Schluss, dass er sofort abreisen muss. Ein Bote erscheint mit einer Arrestorder der Regierung für Lindane – Freeport stellt Kaution. Als Monrose erfährt, dass die Schottin 18 Jahre alt ist – genau wie seine Tochter – will er sie persönlich treffen. Fabrice ist klar geworden, dass Monrose gesucht wird, und gibt ihm indirekt den Rat zu verschwinden – dieser will zuvor noch die Schottin sehen.
Akt 4
Endlich erscheint Lord Murray. Er möchte das von seinem Vater begangene Unrecht wiedergutmachen. Sofort macht sich Lady Alton an ihn heran und beschimpft ihn als perfides Monster – er stellt klar, er habe ihr gesagt, dass er sie nicht mehr liebe, bevor er eine andere geliebt habe. Als er von Polly von der Arrestorder erfährt, sieht er, dass dies letztlich die Schuld seiner Familie ist, und macht sich auf zu dem Minister. Monrose und Lindane erkennen einander als Vater und Tochter. Indes bleibt seine Absicht, Murray zu töten, um das seiner Familie angetane Unrecht zu rächen. Ihre Zofe eröffnet Lindane, dass Murray bereits angekommen war und sie liebe.
Akt 5
Sehr zum Leidwesen Freeports, der eine nähere Beziehung zu der Schottin gerne eingegangen wäre, trifft sie Murray. Dass sie mehrere Tage vergeblich und ohne Nachricht von ihm gewartet hat, klärt sich nun: Die eifersüchtige Lady Alton hat seine Briefe an Lindane abgefangen. Er erklärt ihr seine Liebe und hat auch den Heiratsvertrag schon bereit – sie wendet ein, dass ihr Vater gekommen sei, um ihn zu töten, deshalb solle Murray sich für eine gewisse Zeit fernhalten. Dennoch kommt es zum Aufeinandertreffen der beiden Lords: Beide ziehen ihre Schwerter – Murray wirft seines jedoch nieder. Er zeigt seinem Gegenüber ein Dokument, durch das die Ehre von dessen Familie wiederhergestellt ist. Es kommt zur Versöhnung und Murray erhält die tugendhafte Tochter zur Frau.

## Literarische Vorlage und biografische Bezüge
Voltaire schrieb seine empfindsame Komödie Le Café ou l’Écossaise zu Beginn des Jahres 1760 nach der Verfassung seiner Tragödie Tancrède innerhalb von acht Tagen. Er beabsichtigte weniger ein Bühnenstück als ein Pamphlet. Élie Catherine Fréron hatte die seit 1752 schwelende Fehde wieder aufgenommen und Voltaires 1759 veröffentlichte Komödie La Femme qui a raison in seiner literarischen Zeitschrift L’Année litteraire verrissen. Voltaire bediente sich daher eines bei Charles Palissot de Montenoy bereits 1755 verwendeten Kniffes. Dieser hatte in seiner Komödie Le Cercle einen verrückten Philosophen mit den Zügen Rousseaus als Nebenfigur eingefügt. Voltaire beabsichtigte mit der Figur des Frélon auch, Élie Catherine Fréron der Lächerlichkeit preiszugeben. Im Frühjahr 1760 kam Palissots Komödie Les Philosophes auf die Pariser Bühne, die Voltaires Freunde D’Alembert und Diderot verunglimpfte. Voltaire entschloss sich daher für die Uraufführung, Frélon in Wasp, eine Anspielung auf nunmehr Palissot, umzubenennen. Palissot, eigentlich ein Verehrer Voltaires, war betroffen und antwortete mit dem offenen Brief Les Avis. Voltaire selbst war mit dem Erfolg des Stückes durchaus zufrieden. Auf das Titelblatt einer Folgeausgabe setzte er das Motto „J’ai vengé l’univers autant que j’ai pu“ (Ich habe das Universum mit aller Kraft gerächt).

## Aufführungen und zeitgenössische Rezeption
Die Komödie wurde am 26. Juli 1760 an der Comédie-Française aufgeführt. Das Publikum war entzückt. Das zunächst nicht zur Aufführung vorgesehene Stück Le Café ou l’Écossaise geriet wider Erwarten zu einem großen Bühnenerfolge Voltaires. Mehr als zehn Buchausgaben im Jahr des Erstdruckes belegen die Popularität des Stückes, das mit großem Erfolg auch in Deutschland, Großbritannien und Italien aufgeführt wurde.

## Drucklegung
Le Café ou l’Écossaise wurde bereits vor der Uraufführung, im April 1760, mit der fingierten Veröffentlichungsangabe „Londres, MDCCLX.“ von den Frères Cramer in Genf gedruckt (OCV 50, L’Écossaise, 60). Ein früher, mutmaßlich französischer, zeilengetreuer Nachdruck der Erstausgabe ist an der fehlerhaften Schreibweise „L’Ecossaisse“ im Kopftitel auf Blatt A3 zu erkennen (OCV 50, L’Écossaise, 60X). Nach der Uraufführung erschien eine revidierte Wiederauflage dieser (französischen?) Edition: Vortitel und Titelblatt sind neu gedruckt, auf dem Titelblatt wird auf die Aufführung hingewiesen: Le Caffé, Ou L’Ecossaise, Comedie. […] Réprésentée pour la premiere fois par les Comédiens Français ordinaires du Roi, le 26 Juillet 1760. Verso ist eine Besetzungsliste mit den Namen der Schauspieler abgedruckt. Es folgen 4 hinzugefügte Seiten Errata mit kleineren Textänderungen der Bühnenfassung. In einem einleitenden Hinweis wird der Leser gebeten, das Wort „Wasp“ (für Freron) durch „Frelon“ zu ersetzen. Es gibt außerdem mehrere Austauschblätter (Cancellantia oder Cartons) mit umfangreicheren Änderungen des ursprünglichen Textes. (Die meisten dieser Cartons sind durch Asterisken gekennzeichnet). Während der vor der Uraufführung entstandene Druck ein Duodezband ist, haben die neu gedruckten Lage mit den Präliminarien (Vortitel, Titelblatt und Errata) sowie eines der Austauschblätter (B8) Octavformat. Das könnte ein Indiz dafür sein, dass diese Blätter auch in einer anderen Ausgabe Verwendung fanden oder finden sollten.

Eine ähnliche Teil-Neuausgabe erschien 1760 auch bei den Frères Cramer auf der Grundlage einer eng an die Erstausgabe angelehnten Edition (OCV 50, L’Écossaise, 60CR und 60CR:AC). Diese revidierte Wiederauflage (Duckworth bezeichnet sie als „second state“) wird auf dem neu gedruckten Titelblatt als „Nouvelle édition, à laquelle on a joint, par supplément les corrections & augmentations faites aux Représentations“ angezeigt. Während auf dem ursprünglichen Titelblatt noch der fingierte Erscheinungsvermerk „Londres. M.DCC.LX.“ steht, sind auf dem neuen der wirkliche Erscheinungsort („A Geneve“) und die Drucker („Chez les Freres Cramer“) genannt. Eine namentliche Besetzungsliste und ein 6-seitiges Errata-Verzeichnis (bezeichnet als „Additions et corrections“) wurden auch hier hinzugefügt. Auch bei dieser Ausgabe hat die an Stelle des ursprünglichen Titelblatts eingefügte Lage ein anderes Format (8°) als der weitere Text (12°). Bei der Beschaffenheit des Papiers und der Typographie gibt es ebenfalls Unterschiede.

1760 und in den folgenden Jahren erschienen darüber hinaus bei verschiedenen Drucker-Verlegern etliche andere Ausgaben des Werks.

## Beigaben

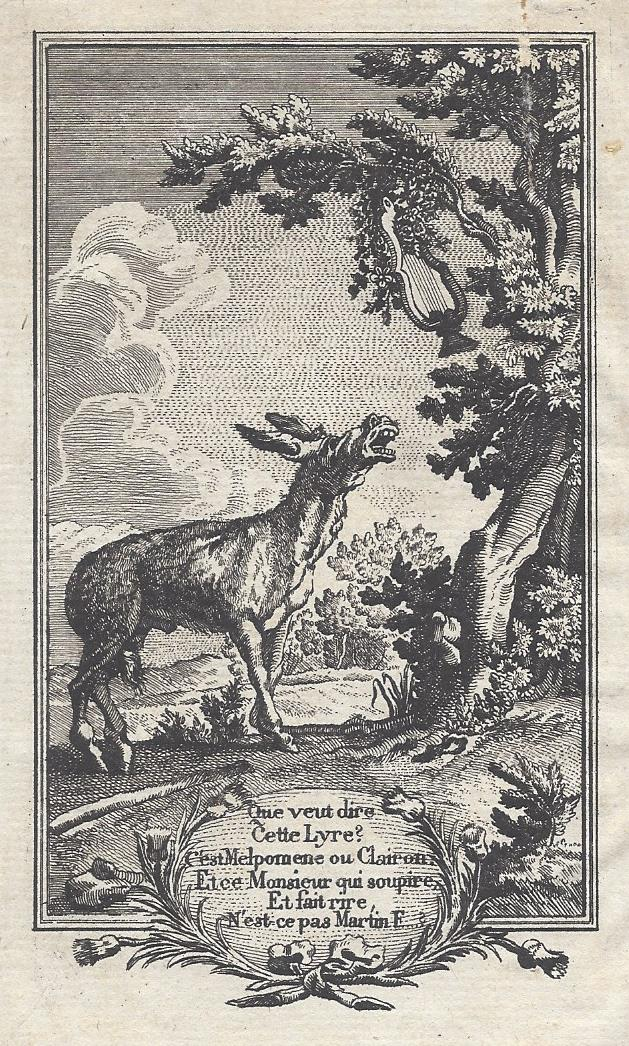
Martin F. (Élie Fréron) als Esel

In seinem Vorwort bezeichnete Voltaire das Stück als Übersetzung eines Werkes des Edinburger Pastors Hume, eines Bruders des Philosophen David Hume. Einer Genfer Ausgabe des Tancrède ist ein Frontispiz Gravelots vorangestellt, das Fréron als Esel unter der Leier Melpomenes darstellt. Dieser Stich war ursprünglich für die Buchausgabe von Le Café ou l’Écossaise bestimmt. Fréron hatte den ihm bekannten Anschlag unterlaufen, in dem er ankündigte, die Buchausgabe werde mit einem Porträt des Autors erscheinen.

## Erste Ausgaben
- Le Caffé, Ou 'Ecossaise, Comedie, Par Mr. Hume, traduite en Français. Londres (Cramer, Genf), 1760, 12°, XII, (1) S., S. 6–204. (OCV 50, L’Écossaise, 60). online
- Le Caffé, Ou 'Ecossaise, Comedie, Par Mr. Hume, traduite en Français, Londres (Frankreich?), 1760, 12°, XII, (1) S., S. 6–204. (Schreibweise „Ecossaisse“ auf Blatt A3). (OCV 50, L’Écossaise, 60X). online
- Le Caffé, Ou L'Ecossaise, Comedie, Par Mr. Hume, traduite en Français. Représentée pour la premiere fois par les Comediens Français ordinaires du Roi, le 26 Juillet 1760, Londres (Frankreich?), 1760, 12°, viij, XII, (1) S., S. 6–204. (Schreibweise „Ecossaisse“ auf Blatt A3). (Variante von OCV 50, L’Écossaise, 60X, mit neuem Vortitel und Titelblatt, Besetzungsliste, „Errata“ mit Änderungen für die Bühnenfassung, sowie Austauschblättern mit Textänderungen). (Nachweise: English Short Title Catalogue ESTC N509848. Staatsbibliothek zu Berlin, Signatur 3 in: 34 ZZ 433).
- Le Caffé Ou l’Écossaise, Comédie, Par Mr. Hume, traduite en Français, Londres (unbekannt), 1760, 8°, IV, 62 S. (OCV 50, L’Écossaise, 60L1).
- Le Caffé, Ou L'Ecossaise, Comedie, Par Mons. Hume, traduite en Français. Londres; [Genf?], 1760, 8°, 11, (1), 100 S. (OCV 50, L’Écossaise, 60L2). online
- Le Caffé, Ou L'Écossaise, Comédie, Par M. De Voltaire. A Londres, 1760, 12°, xii, 117 S. (OCV 50, L’Écossaise, 60L3).
- Le Caffé, Ou L'Ecossaise, Comédie, Par Mr. Hume, traduite en français. Londres, 1760, 8°, 64 S. (OCV 50, L’Écossaise, 60L4). online
- Le Caffé, Ou, L’Écossaise, Comédie, Par Mr. Hume, traduite en Français Par Mr. De Voltaire, Nouvelle Edition, Londres (Cramer, Genf), 1760, 12°, XII, 108 S. (OCV 50, L’Écossaise, 60CR).
- Le Caffé, Ou, L’Écossaise, Comédie En Cinq Actes, Par Mr. Hume, traduite en Français par Mr. De Voltaire. Représentée pour la premiere fois par les Comédiens Français ordinaires du Roi, le 26 Juillet 1760. Nouvelle édition, à laquelle on a joint, par supplément les corrections & augmentations faites aux Représentations. Londres (Cramer, Genf), 1760, 12°, viij, XII, 108 S. (OCV 50, L’Écossaise, 60CR:AC).
- L'Ecossaise, Ou Le Caffé, Comedie, En cinq Actes & en Prose. De M. Hume. Traduite en Français Par M. De Voltaire. Derniere Édition, Telle qu'elle a été représentée pour la premiére fois par les Comédiens Français, ordinaires du Roi, le 26 Juillet 1760. A Amsterdam, 1760, 12°, xi, (1), 108 S. (OCV 50, L’Écossaise, 60AM).
- Le Caffé, Ou L'Ecossaise, Comédie, Par Mr. Hume, Pretre Ecossais, Traduite en Français par Jerome Carré, Nouvelle Edition avec des Additions & des Corrections, & telle qu'on doit la donner au Théâtre de la Comédie-Française à Paris. Londres 1760, 8°, VI, 66 S. (OCV 50, L’Écossaise, 60Y).
- Le Caffé, Ou L'Ecossaise, Comedie, Par Mr. Hume, traduite en François. Par Mr. De Voltaire. Ulff, à Stockholm, 1760, 8°, 95, (1) S. (OCV 50, L’Écossaise, 60S). online
- L'Ecossaise, Comedie. Par Mr. Hume, traduite en Français. Ghelen, Vienne en Autriche, 1760, 8°, 120 S. online
- Le Caffé ou l’Écossaise, Comédie, Par Mr. Hume, traduite en Français. Représentée pour la premiere fois par les Comédiens Français ordinaires du Roi, le 26 Juillet 1760, Londres (Genf), 1761, 8°, xv, (1), 107 S. (OCV 50, L’Écossaise, 61L1). online

Anmerkung: Die Liste ist nicht vollständig. Weitere Nachweise siehe in Kapitel 8 Editions der Introduction von Colin Duckworth in: Oeuvres complètes de Voltaire (OVC) 50, L'Ecossaise. Oxford 1986, S. 298–328. (Auch dieses Verzeichnis ist nicht lückenlos – kann es bei der Vielzahl der Ausgaben gar nicht sein).

## Belege
1. ↑  Vgl. Voltaire. Oeuvres complètes 5. Théâtre – Tome quatrième. Paris 1877, p. 397–479. Siegfried Detemple: Das Kaffeehaus, in: Voltaire: Die Werke. Katalog zum 300. Geburtstag. Reichert, Wiesbaden 1994, S. 91.
2. ↑  Valérie André: L’Écossaise, in: Dictionnaire Voltaire, Hachette Livre, 1994, S. 66.
3. ↑  L’Ecossaise. Critical edition by Colin Duckworth. In: Oeuvres complètes de Voltaire (OVC) 50. Oxford 1986, S. 299, 60
4. ↑  L’Ecossaise. Critical edition by Colin Duckworth. In: Oeuvres complètes de Voltaire (OVC) 50. Oxford 1986, S. 299 f., 60X
5. ↑  In der revidierten und erweiterten Fassung ist die Ausgabe weder in Oeuvres complètes de Voltaire (OVC) 50, noch in Georges Bengesco: "Voltaire, bibliographie de ses oeuvres", noch im "Catalogue général" der Bibliothèque national de France (Stand 11. November 2022) nachgewiesen. Ein Exemplar aus der Voltaire-Sammlung Jochen Früh befindet sich in der Staatsbibliothek zu Berlin mit der Signatur 3 in: 34 ZZ 433. Vgl. Englisch Short Title Catalogue ESTC N509848
6. ↑   L’Ecossaise. Critical edition by Colin Duckworth. In: Oeuvres complètes de Voltaire (OVC) 50. Oxford 1986, S. 302 f., 60CR and 60CR:AC
7. ↑  Angaben nach Colin Duckworth. In: Oeuvres complètes de Voltaire (OVC) 50. Oxford 1986, S. 303.